# 中華民族雕塑園
中華民族雕塑園（葡萄牙語：Parque de Esculturas Étnicas Chinesas）是於2009年澳門回歸十周年之际，在氹仔大潭山郊野公園成立的澳门首個以中華民族為主題的大型雕塑園。2019年澳門回歸二十周年，市政署把設於大潭山的雕塑園遷往何賢公園。

## 沿革

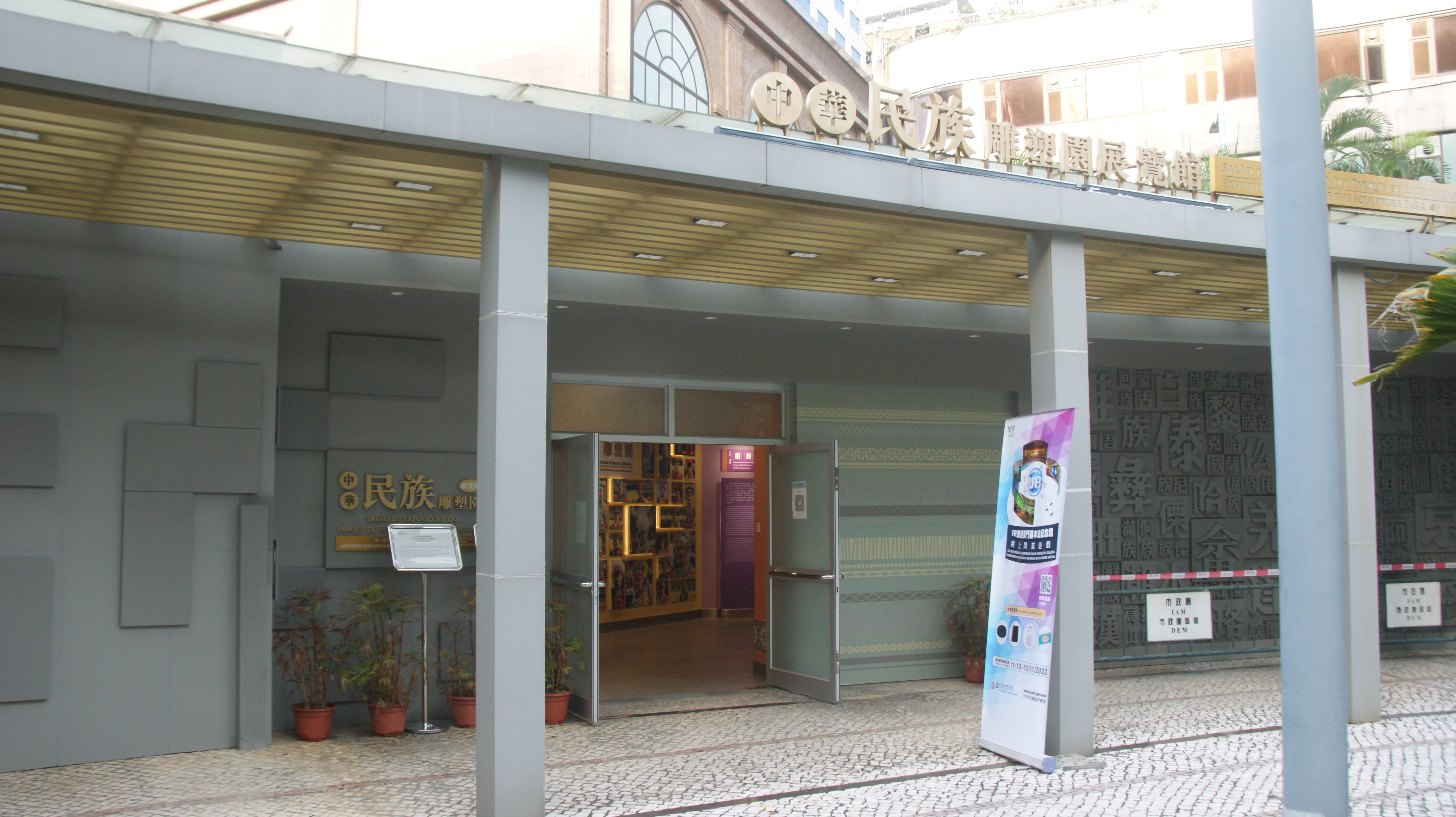
中華民族展覽館入口

2009年澳門回歸十周年，民政總署計劃在大潭山郊野公園內，將佔地13000平方米設置大型雕塑園以中國境內56個民族為主題。參與雕塑製作交由內地及澳門56位當代專業雕塑藝術家，完成後贈予澳門政府。雕塑園由2008年開始籌劃，工程分為兩個階段。其中包括全澳首條依山而建、長達150米並使用環保複合木製造的步行徑。還有武漢大學教授、「中華民族雕塑園」籌委會成員李敬一撰寫的《中華頌》石碑，以及第一批合共28座的雕像。第二階段工程於2010年初完成，除了56件作品組成的雕塑展示區外，還有將大潭山環境教育中心改建成以介紹少數民族風情的中華民族展覽館。
2019年澳門特別行政區成立二十周年，市政署特設於氹仔大潭山的中華民族雕塑園將會搬遷何賢公園，開放至8月31日關閉，能夠讓市民及旅客方便欣賞56座各具風格的中華民族雕塑作品。開幕儀式於9月28日中午12時舉行，儀式後園內正式對外開放。

## 特色
澳門首個兩岸三地以民族雕塑為主題的展示園，56件青銅雕塑將分佈於公園範圍內，每座雕像連基座的總高度約為2.3米至2.6米，基座上刻有各個民族的名稱及簡介。園區內主要分為雕塑及展館兩大部份，當中園內展示的雕塑品，由中華民俗雕塑園籌委會及中國美術家協會雕塑藝術委員會，邀請中國五十六位名教授級的知名雕塑藝術家，當中包括中央美術學院教授郭寶寨（1999年為澳門回歸設計鑄銅貼金雕塑「盛世蓮花」）、湖北美術學院雕塑系主任項金國、臺灣雕塑學會秘書長李寶龍、魯迅美術學院教授孫家彬、中國美協雕塑藝術委員會委員陳雲崗、中央美術學院雕塑系主任呂品昌及澳門雕塑家黃家龍等。以56個民族的形象為參考範本，創製出一系列各具民族特色的雕塑。展覽館主要是透過民族服飾、民族生活、民族音樂及民族紋飾等不同類型的展品，配以影片及文字，反映中國少數民族獨特的精神風貌。

## 遷址緣由

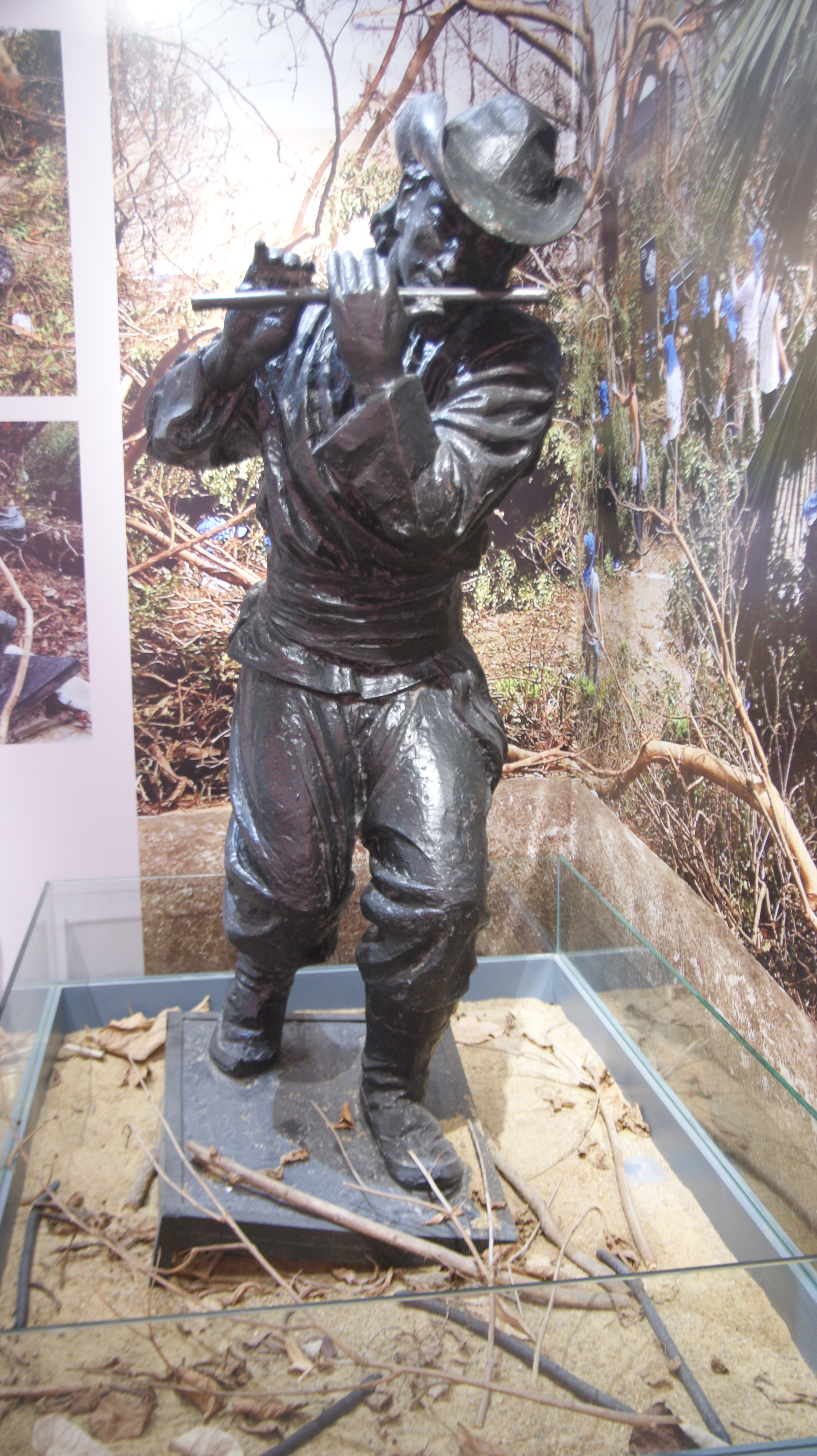
當年受颱風天鴿摧毀的普米族雕塑

2017年8月23日，澳門遭受自1953年有颱風觀測記錄以來影響澳円最強颱風天鴿的正面襲擊，自22日下午的颱風級（中心附近最大風力12級，33m/s），在23日早晨加强為强颱風級 （14級,42m/s），並在23日中午颱風中心掠過澳門南部近海海面。天鴿颱風登陸前後，珠海、澳門、香港及珠江口海面和附近島嶼最大陣風達16-17級，局地超過17級，其中珠海桂山島最大風速66.9m/s（約240.8km/h）、澳門大潭山站最大風速60.4m/s（約217.4km/h）。
澳門在經歷天鴿颱風的洗禮後，造成了嚴重的人員傷亡，直接經濟損失建83.1億元（澳門元），間接經濟損失31.6億元（澳門元）；小城更頓時變成廢墟，道路上全被強風吹倒的樹木、招牌、零零碎碎的碎石和殘缺不全的雜物所掩蓋。山林遭到嚴重破壞，受損面積達五百公頃，超過五十多萬株樹木受到了不同程度損害，整個山林修復工作預計需花十年時間。
而原位於氹仔大潭山的中華民族雕塑園經過超強颱風天鴿吹襲，15座雕塑妥到不同程度之損壞，須由專家進行修復。其中普米族雕塑經專家評估為結構性損毁，須重新鑄造。
為免雕塑園再次受天災破壞，而且期望園區更貼近市民大眾的生活，吸引更多年青人、市民及旅客參觀，市政署藉着慶祝中華人民共和國成立70周年及澳門特别行政區成立20周年雙慶的契機，特意把中華民族雕塑園搬遷到何賢公園，與公園內的澳門回歸紀念亭、周邊的澳門基本法紀念館和金蓮花廣場等結合，成為學習《憲法》和《澳門基本法》、弘揚中華民族精神以及培養愛國愛澳情懷的教育區。

## 相關資訊
- 園內雕塑展示區：24小時開放，澳門公眾假期照常開放
- 展覽館：上午10時至下午7時
- 入場費：免費入場

## 外部連結
- 中華民族雕塑園 （页面存档备份，存于）